# George Dillon (poeta)
George Hill Dillon (12 de noviembre de 1906-9 de mayo de 1968) fue un poeta y editor estadounidense. Nació en Jacksonville, Florida pero pasó gran parte de su infancia en Kentucky y el oeste del país. Se graduó de La Universidad de Chicago en 1927 con el título de Literatura Inglesa. Fue editor de revista de Poesía de 1937 a 1949, tiempo en el que también participó en la Segunda Guerra Mundial como miembro del Cuerpo de Comunicaciones (Signals Corp). En una ocasión, tuvo la oportunidad de ver desde la parte superior de la Torre Eiffel al ejército alemán saliendo de París, así Dillon mandó la señal en clave Morse, "París es libre".
Aunque ha sido incluido en varias antologías contemporáneas, hay gran parte del trabajo de Dillon sin publicarse. Es más conocido por haber sido uno de los muchos amantes de Edna St. Vincent Millay, a quien conoció en 1928 en La Universidad de Chicago, donde dio una lectura.  Dillon fue la inspiración para Millay de su épica secuencia de 52 sonetos Entrevista Fatal. en 1936 Millay y Dillon colaboraron en la traducción de Les Fleurs du Mal de Charles Baudelaire.

## Premios
- 1932 Beca Guggenheim
- 1932 Premio Pulitzer de Poesía, con The Flowering Stone[2]

## Obras
- Boy in the wind, Editorial El Vikingo, 1927
- The flowering stone, Editorial El Vikingo, 1931.
- Las flores del mal Charles Baudelaire, Traductor George Dillon, Edna St. Vincent Millay, Harper & Hermanos, 1936.
- Tres obras de Racine. Editorial Universidad de Chicago, 1961